# Chiesa di San Biagio e San Nicola dei Greci
La chiesa di San Biagio e San Nicola dei Greci, conosciuta anche come chiesa della Santissima Trinità, è una chiesa ubicata ad Amalfi.

## Storia
Il primo documento in cui viene citata risale al 1039 quando il principe di Salerno Guaimario IV la concede al monastero di Montecassino; tale concessione viene confermata anche nel 1082 dal duca Roberto il Guiscardo: tuttavia non è certo i documenti riferisca a questa chiesa in quanto, in quel periodo, ad Amalfi esistevano altre chiese intitolate sia san Nicola di Bari che a san Biagio. Il primo documento dove invece è attestata la denominazione de Grecis risale al 1277 probabilmente o per la presenza di un nucleo greco o per la celebrazione del rito bizantino: aveva un impianto di tipo romanico.
Nel 1463 divenne sede della confraternita della Santissima Trinità, che gestiva il vicino ospedale della Trinità dei Pellegrini, a cui successivamente, alla fine del XVI secolo, si aggiunse anche la congrega di San Nicola: dalle visite pastorali risultò che la struttura era tenuta in ottimo stato di conservazione, con la presenza di statue, dipinti e affreschi, forse ancora nascosti sotto le successive decorazioni a stucco.
Durante il XVIII secolo fu interessata da lavori di restauro: in particolare nel 1779 venne posato il pavimento in maiolica; alla fine del XIX secolo fu edificato il campanile. Altri lavori di restauro si sono svolti negli anni 1990.

## Descrizione
La chiesa è situata nel rione Vagliendola, sulla sommità di uno sperone roccioso a picco sul mare, contornata da numerose abitazioni; raggiungibile tramite un'unica strada a gradoni, si giunge all'atrio, il cui accesso avviene esclusivamente dal lato destro: questo ha una forma quadrangolare, una copertura piana sulla quale è posto un terrazzo, mentre dal lato sinistro una scala conduce ad altri locali e al campanile. La facciata risulta essere quindi in parte inglobata nell'atrio, mentre la parte superiore è a capanna; l'accesso è consentito tramite un unico portale sormontato da una lunetta con all'interno un affresco.
Internamente è a unica navata di tipo congregazionale con volta a botte lunettata decorata con stucchi in stile barocco e neoclassico: la navata è suddivisa in quattro campate dove la prima e l'ultima sono di dimensioni ridotte rispetto alle due centrali; l'ultima campata inoltre costituisce la zona del presbiterio, diviso dal resto della navata tramite una balaustra in legno. L'altare maggiore è sormontato da un'edicola a tempietto; dal presbiterio si accede, dalla sinistra, alla sacrestia, mentre sul lato destro è una cappella. Lungo le pareti del resto della navata sono posti stalli in legno e la pavimentazione è in maioliche colorate, perlopiù in verde, giallo e azzurro, riproducendo motivi floreali, mentre quello del presbiterio è in ceramica disposto a forme geometriche. La sacrestia è di forma rettangolare, con pavimentazione simile a quella della navata.
Sul lato sinistro della chiesa si innalza il campanile, in stile moresco; è costituito da due livelli: il primo è a pianta quadrata mentre il secondo è a pianta ottagonale per terminare con una cupola a bulbo a cuspide. Nei vari livelli, separati da marcapiani, si aprono delle monofore.